# 樊猛
樊猛（？—？），字智武，南陽湖陽人，南梁、南陳官员。
樊猛的祖父樊方興是梁朝的散騎常侍、司州刺史、魚復縣侯，父親樊文熾則是梁朝的散騎常侍、東益州刺史、新蔡縣侯，兄長侍中、逍遙郡公樊毅。樊猛少年卓越不凡，有才幹，長大後嫻熟弓馬，膽量過人。青溪之戰，樊猛日夜和侯景軍對戰，殺傷很多侯景軍隊的士兵。臺城失陷，他跟隨兄長樊毅西上，累積戰功為威戎將軍。梁朝南安侯蕭方矩擔任湘州刺史，任用樊猛為司馬，當時武陵王蕭紀舉兵從漢江東下，蕭方矩派遣他帶領湘州和郢州的士兵，跟隨都督陸法和進軍拒守。蕭紀的樓船戰艦佔據巴江，兩軍在峽口爭持不下，陸法和猜度蕭紀士兵老弱，因此命令樊猛率領三千名驍勇，乘搭輕舟逆流而上，出其不意，鼓譟進迫，蕭紀部下倉卒受驚，來不及整理行列，棄船上岸，浸死者以千計。蕭紀心腹數百人仍然在左右，樊猛的部曲三十多人持矛盾直接登上蕭紀的船隻，瞪大眼睛大叫，蕭紀的侍衛都後退，一起躺卧不敢行動。樊猛親自擒拿蕭紀父子，於大船斬首，沒收船艦器械，他亦因功授游騎將軍，封安山縣伯，食邑一千戶。仍然進軍安撫梁州、益州，蜀地平定。軍對回來後遷任持節、散騎常侍、輕車將軍、司州刺史，進爵為安山縣侯，增食邑到二千戶。
南陳永定元年（557年），周文育等人在沌口打敗仗，被王琳俘虜，王琳乘勝攻打南中各郡，派樊猛與李孝欽等人進攻豫章的周迪，戰敗被周迪捉拿，很快就逃回王琳處。王琳敗亡，他降陳，在天嘉二年（561年）獲授通直散騎常侍、永陽太守，遷任安成王府司馬。光大元年（567年），樊猛任職壯武將軍、廬陵內史，至太建初年遷轉為武毅將軍、始興平南府長史，領任長沙內史，不久隸屬章昭達西征江陵，偷襲周軍船艦，因功封富川縣侯，食邑五百戶。其後他歷位散騎常侍，遷使持節、都督荊信二州諸軍事、宣遠將軍、荊州刺史，入朝官位左衛將軍。陳後主即位，增加他的食邑到一千戶，其餘如故。至德四年（586年），樊猛獲授使持節、都督南豫州諸軍事、忠武將軍、南豫州刺史；隋朝將領韓擒虎渡江時他在建康，第六子樊巡代行南豫州事務，韓擒虎進軍攻陷當地，擒拿樊巡和其家屬，當時樊猛和左衛將軍蔣元遜領青龍八十艘為水軍於白下巡邏，防禦隋朝的六合兵，後主知道樊猛的妻子在隋軍中，害怕他有異心，打算讓任忠取代，但發現難以傷害樊猛心意，就終止此事，禎明三年（589年）南陳滅亡，樊猛入隋朝。

## 引用
1. 1 2  《陳書·卷三十一·列傳第二十五》：（樊）猛字智武，毅之弟也。幼俶儻，有幹略。既壯，便弓馬，膽氣過人。青溪之戰，猛自旦訖暮，與虜短兵接，殺傷甚眾。臺城陷，隨兄毅西上京，累戰功為威戎將軍。梁南安侯蕭方矩為湘州刺史，以猛為司馬。會武陵王蕭紀舉兵自漢江東下，方矩遣猛率湘、郢之卒，隨都督陸法和進軍以拒之。時紀已下，樓船戰艦據巴江，爭峽口，相持久之，不能決。法和揣紀師老卒墯，因令猛率驍勇三千，輕舸百餘乘，衝流直上，出其不意，鼓譟薄之。紀眾倉卒驚駭，不及整列，皆棄艦登岸，赴水死者以千數。時紀心膂數百人，猶在左右，猛將部曲三十餘人，蒙楯橫戈，直登紀舟，瞋目大呼，紀侍衛皆披靡，相枕藉不敢動。猛手擒紀父子三人，斬於中，盡收其船艦器械。以功授游騎將軍，封安山縣伯，邑一千戶。仍進軍撫定梁、益，蜀境悉平。軍還，遷持節、散騎常侍、輕車將軍、司州刺史，進爵為侯，增邑并前二千戶。
2. 1 2  《南史·卷六十七·列傳五十七》：樊毅字智烈，南陽湖陽人也。祖方興，梁散騎常侍、司州刺史、魚復縣侯。父文熾，梁散騎常侍、東益州刺史、新蔡縣侯。……毅弟猛字智武，幼俶儻，有幹略。及長，便弓馬，膽氣過人。青溪之戰，猛自旦訖暮，與侯景軍短兵接戰，殺傷甚眾。台城陷，隨兄毅西上。梁南安侯方矩為湘州刺史，以猛為司馬。會武陵王紀舉兵自漢江東下，方矩遣猛隨都督陸法和進軍拒之。猛手禽紀父子三人，斬於䑽中，盡收其船艦器械。以功封安山縣伯。進軍撫定梁、益。還遷司州刺史，進爵為侯。
3. ↑  《陳書·卷三十一·列傳第二十五》：永定元年，周文育等敗於沌口，為王琳所獲。琳乘勝將略南中諸郡，遣猛與李孝欽等將兵攻豫章，進逼周迪，軍敗，為迪所執。尋遁歸王琳。王琳敗，還朝。天嘉二年，授通直散騎常侍、永陽太守。遷安成王府司馬。光大元年，授壯武將軍、廬陵內史。太建初，遷武毅將軍、始興平南府長史，領長沙內史。尋隸章昭達西討江陵，潛軍入峽，焚周軍船艦，以功封富川縣侯，邑五百戶。歷散騎常侍，遷使持節、都督荊信二州諸軍事、宣遠將軍、荊州刺史。入為左衛將軍。
4. ↑  《南史·卷六十七·列傳五十七》：陳永定元年，周文育等敗於沌口，為王琳所獲。琳乘勝將事南中諸郡，遣猛與李孝欽等將兵攻豫章，進逼周迪。軍敗，為迪所執。尋遁歸王琳，琳敗，還朝。天嘉二年，授永陽太守。太建中，以軍功封富川縣侯。曆散騎常侍，荊州刺史。入為左衛將軍。
5. ↑  《陳書·卷三十一·列傳第二十五》：後主即位，增邑并前一千戶，餘並如故。至德四年，授使持節、都督南豫州諸軍事、忠武將軍、南豫州刺史。隋將韓擒虎之濟江也，猛在京師，第六子巡攝行州事，擒虎進軍攻陷之，巡及家口並見執。時猛與左衛將軍蔣元遜領青龍八十艘為水軍，於白下遊弈，以禦隋六合兵，後主知猛妻子在隋軍，懼其有異志，欲使任忠代之，又重傷其意，乃止。禎明三年入于隋。
6. ↑  《南史·卷六十七·列傳五十七》：後主即位，為南豫州刺史。隋將韓擒之濟江，猛在都下，第六子巡攝行州事，擒進軍攻陷之，巡及家口並見執。時猛與左衛將軍蔣元遜領青龍八十艘為水軍，于白下游弈，以禦隋六合兵。後主知猛妻子在隋，懼有異志，欲使任忠代之，令蕭摩訶徐喻毅，毅不悅。摩訶以聞，後主重傷其意，乃止。禎明三年，入隋。